# طواف إسبانيا 1941
طواف إسبانيا 1941 هو سباق دراجات هوائية أقيم بتاريخ 12 يونيو – 6 يوليو، تكون السباق من 21 مرحلة وامتدّ لمسافة 4409 كم بسرعة 26.13 كم/س، استغرق السباق 168 ساعة 45 دقيقة 26 ثانية. فاز به الإسباني خوليان بيرينديرو.

## الترتيب
| م                     | الدرّاج           | البلد   | الزمن                      |
| --------------------- | ---------------- | ------- | -------------------------- |
| الفائز بالترتيب العام | خوليان بيرينديرو | إسبانيا | 168 ساعة 45 دقيقة 26 ثانية |